# دستور باكستان 1956
كان دستور عام 1956 هو القانون الأساسي لباكستان من مارس 1956 إلى غاية انقلاب باكستان 1958. كان أول دستور تتبناه باكستان المستقلة. كان يتألف من 234 مادة، 13 جزءاً و6 جداول.

## المراحع
1. ↑  Constitution of 1956 - History Pak نسخة محفوظة 2021-01-16 على موقع واي باك مشين.